# Поп звезда: Никога не спирай
„Поп звезда: Никога не спирай“ (на английски: Popstar: Never Stop Never Stopping) е щатски псевдодокументален музикален комедиен филм от 2016 г. с участието на Анди Самбърг, Джорма Таконе, Акива Шафър, Сара Силвърман, Мая Рудолф, Тим Мидоус, Джоун Кюсак и Имоджен Путс. Филмът е пуснат на 3 юни 2016 г. от „Юнивърсъл Пикчърс“.